# 埃爾文·祖卡諾維奇
埃爾文·祖卡诺维奇（1987年2月11日—）是一位波黑足球運動員。在場上的位置是中後衛。現效力於土超球隊Karagümrük。他也代表波黑國家足球隊參賽。